# Alexandra Mey
Claudia Alexandra Morales Mejías (Caracas, 22 de octubre de 1992), más conocida como Alexandra Mey, es una actriz, modelo, cantante, compositora y productora venezolana.

## Carrera
Alexandra Mey comenzó su carrera como actriz participando en la obra de teatro, El violinista en el tejado, que se presentó en el Aula Magna de la Universidad Central de Venezuela en Caracas, posteriormente estudió actuación en el Centro Internacional de Formación Actoral Luz Columba (CIFALC).
Su primera aparición en televisión fue a los 14 años de edad, en la serie de televisión Somos tú y yo. La serie fue una coproducción entre Boomerang y Venevisión y fue transmitida en Latinoamérica, Europa, Medio Oriente y algunos países de Asia. Morales participó en la banda sonora de la serie, interpretando algunos temas en los que se destacan «Sé que cambié» y «Quisiera que me vieras», respectivamente, por lo que formó parte de la gira nacional de la serie en Venezuela. La serie fue estrenada por primera vez el 27 de junio de 2007 en Venezuela por Venevisión y su último episodio contó con aproximadamente 5.9 millones de espectadores, siendo una de las series más exitosas del canal. La serie se estrenó el 15 de enero de 2008 por Boomerang en Latinoamérica y Europa. La serie finalizó el 15 de diciembre de 2008 y su episodio final tuvo una audiencia de aproximadamente 9.8 millones, la mayor audiencia recibida por cualquier episodio final de una serie de Boomerang Latinoamérica.
En 2009, participó en la serie, Somos tú y yo, un nuevo día. La serie es un spin-off de Somos tú y yo y fue basada en la película estadounidense, Grease. La serie se estrenó el 17 de agosto de 2009 por la cadena Boomerang Latinoamérica.
En 2010, fue anunciada como protagonista de la serie original de Boomerang, La Banda, interpretando a Katherina Petrov. La serie es una adaptación de la telenovela argentina original de Cris Morena, Rebelde Way. La serie se estrenó el 25 de julio de 2011 por Boomerang Latinoamérica.
En 2013, fue anunciada como parte del elenco principal de la telenovela, Las Bandidas, como Marisol Cáceres. La telenovela es una versión libre de la telenovela venezolana Las amazonas y fue producida por RTI Televisión, en coproducción con Televen, Televisa y RCN Televisión.
En 2016, Mey lanzó la productora de televisión y agencia de representación de artistas, CM Producciones.[cita requerida]

## Filmografía

### Televisión
| Año       | Producción                  | Canal                   | Personaje        | Notas                  |
| --------- | --------------------------- | ----------------------- | ---------------- | ---------------------- |
| 2007-2008 | Somos tú y yo               | Venevisión / Boomerang  | Claudia Sánchez  | Antagonista secundaria |
| 2009      | Somos tú y yo, un nuevo día | Venevisión / Boomerang  | Claudia          | Elenco de reparto      |
| 2011      | La Banda                    | Boomerang Latinoamérica | Katherina Petrov | Protagonista           |
| 2013      | Las Bandidas                | Televen                 | Marisol Cáceres  | Elenco de reparto      |